# Séquence (Barraqué)
Pour les articles homonymes, voir Séquence.

Séquence pour voix, batterie et divers instruments est une œuvre composée par Jean Barraqué en 1950-1955.

## Histoire
Après avoir écrit plusieurs partitions, Jean Barraqué compose Séquence en 1950, sous la forme de trois mélodies sur un extrait du Cantique des cantiques (Je dors et mon cœur veille) et des poèmes de Baudelaire (L'Étranger) et Rimbaud (L'Époux infernal). En 1955, son compagnon d'alors, Michel Foucault, lui suggère de les remplacer par des textes de Friedrich Nietzsche.
Il la considère comme sa première œuvre : « Je n'ai jamais tant composé qu'avant Séquence, mais pour moi, Séquence est tout de même ma première œuvre, tout le reste constitue des essais […]. » La partition de Séquence paraît aux éditions Bruzzichelli en 1963.
Séquence est créé au théâtre du Petit Marigny par le Domaine musical sous la direction de Rudolf Albert, les 10 et 11 mars 1956.

## Mouvements
- Introduction instrumentale
- Premier chant 
  - Trois Fragments
  - Parenthèse instrumentale
  - Musique du Midi
  - Premier interlude instrumental
- Deuxième chant
  - De la pitié
  - Second interlude instrumental
- Troisième chant
  - Plainte d'Ariane

## Effectif
1. Soliste : soprano solo
2. Trois percussionnistes, vibraphone (aussi xylophone), célesta (aussi glockenspiel), piano, harpe, violon, violoncelle

## Discographie
- Josephine Nendick, Noël Lee, Ensemble Prisma, les Percussions de Copenhague, dirigés par Tamás Vető (1969, Valois)
- Rosemary Hardy et le Klangforum Wien dirigé par Jürg Wyttenbach (1998, CPO)